# Dieter Langewiesche

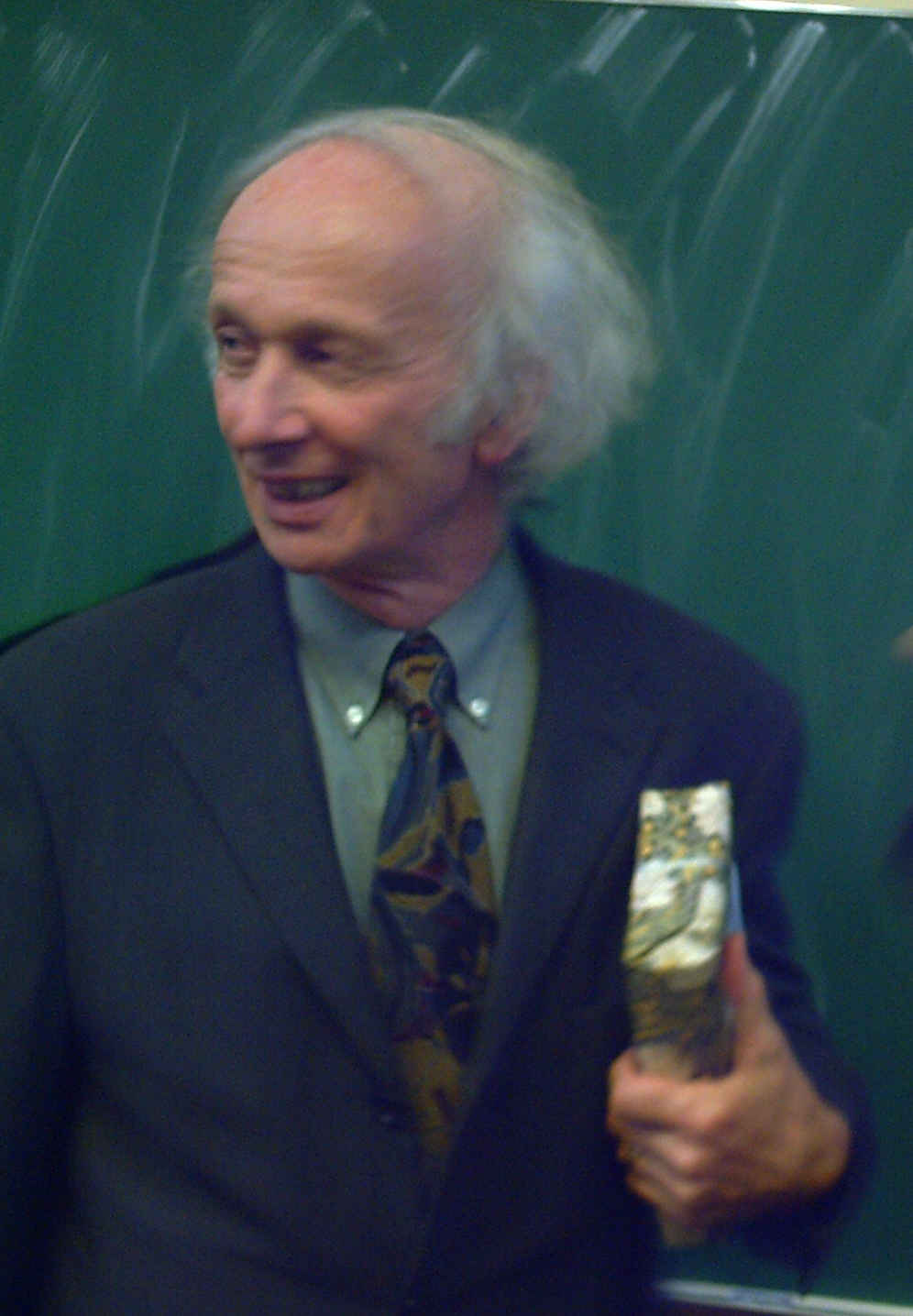
Dieter Langewiesche bei seinem Abschiedssymposium am 26. Januar 2008.

Dieter Langewiesche (* 11. Januar 1943 in Sankt Sebastian bei Mariazell, Österreich) ist ein deutscher Historiker. Langewiesche zählt zu den führenden Experten für die Geschichte von Nationalismus und Liberalismus.

## Leben
Dieter Langewiesche wurde als Sohn von Erich Langewiesche und seiner Ehefrau Emma Langewiesche, geb. Kienesberger, in der Obersteiermark geboren und wuchs im Ruhrgebiet auf. Nach dem Besuch der Volks- und Realschule in Essen-West und dem Erwerb der Mittleren Reife 1959 begann er eine Lehre zum Industriekaufmann. Ab 1962 arbeitete Langewiesche drei Jahre als kaufmännischer Angestellter und holte nebenbei das Abitur nach, das er im September 1966 am Städtischen Abendgymnasium in Gelsenkirchen ablegte. Von 1966 bis 1971 studierte er die Fächer Geschichte, Politikwissenschaft und Germanistik in Heidelberg. 1970 legte er sein Staatsexamen ab. Von 1971 bis 1978 hatte er eine wissenschaftliche Assistentenstelle bei Eberhard Kolb für Neuere Geschichte an der Universität Würzburg inne. Im Oktober 1974 wurde er mit einer von Kolb betreuten Studie über Liberalismus und Demokratie in Württemberg zwischen Revolution und Reichsgründung in Würzburg promoviert und habilitierte sich 1978/79 ebendort.
Seit 1978 hatte Langewiesche eine Professur für Neuere Geschichte an der Universität Hamburg inne. Von 1985 bis 2008 lehrte er Mittlere und Neuere Geschichte an der Universität Tübingen. Er lehnte Berufungen nach Bochum, München und Erfurt ab. Von 1997 bis 2000 war Langewiesche in Tübingen beurlaubt, um als Prorektor am Aufbau der Universität Erfurt mitzuwirken. Als akademischer Lehrer betreute Langewiesche 67 Dissertationen (Hamburg 7, Tübingen 59, Erfurt 1). Zu seinen akademischen Schülerinnen gehören Ulrike von Hirschhausen, Sylvia Paletschek, Cornelia Rauh, Christina Klausmann, Ute Planert und Kerstin von Lingen. Sein Lehrstuhlnachfolger in Tübingen ist Ewald Frie.

## Forschungsschwerpunkte
Langewiesches Arbeitsschwerpunkte sind Bürgertum und Liberalismus, Arbeiterschaft und Arbeiterbewegung, Nation und Nationalismus. Er veröffentlichte Studien zu den Revolutionen von 1848 und zu den Entwicklungen, aus denen im 19. und 20. Jahrhundert Nationalstaaten hervorgingen. Er vertritt die These, dass Nationalismus in allen Phasen nationaler Bewegungen zugleich Partizipation und Aggression beinhaltet. Er hält Fremdenfeindlichkeit und Kriege für integrale Bestandteile bei der Bildung von Nationen. Zu seinen Forschungs- und Publikationsschwerpunkten in der deutschen und europäischen Geschichte zählen Liberalismus und Bürgertum, Arbeiterbewegung und Arbeiterkultur, die europäischen Revolutionen 1848/49, Nation und Nationalismus, Kriege, Geschichtsdenken. Zu Nation, Nationalismus und Nationalstaat lieferte Langewiesche wichtige Einzelbeiträge, die 2008 in gesammelter Form erschienen sind. Langewiesche wirkte von 1999 bis 2008 am Sonderforschungsbereich 437 „Kriegserfahrungen – Krieg und Gesellschaft in der Neuzeit“. Im Jahr 2019 veröffentlichte er die Summe seiner Forschungen zu Europas Kriegen in der Moderne. Er fragt, „warum sie [die Altvorderen] meinten Krieg führen zu müssen und welche Art von Krieg. Hat er ihre Einstellungen, ihr Handeln, ihren Weg in die Zukunft verändert?“. Seine These ist, dass Kriege eine besonders wichtige „Gestaltungskraft in der Geschichte“ hatten. Eine besondere Rolle nehmen Kriege für Revolutionen und für die Nationalbildung ein.
Langewiesche gehört zu den Kritikern der AfD, der er den Missbrauch von nationalen Symbolen vorwirft.

## Ehrungen und Mitgliedschaften
Langewiesche ist ordentliches Mitglied der Heidelberger Akademie der Wissenschaften (seit 1997), der Akademie gemeinnütziger Wissenschaften Erfurt (seit 1998), der Deutschen Akademie der Naturforscher Leopoldina (seit 2010), der Kommission für geschichtliche Landeskunde in Baden-Württemberg und der Kommission für Geschichte des Parlamentarismus und der politischen Parteien. Außerdem war er Mitglied der deutsch-tschechischen und deutsch-slowakischen Historikerkommission und von 1998 bis 2010 ordentliches Mitglied der Historischen Kommission bei der Bayerischen Akademie der Wissenschaften. 1994/95 wurde Langewiesche Fellow am Wissenschaftskolleg zu Berlin und 2010 Honorary Fellow am Historischen Kolleg in München. Langewiesche erhielt 1974 den Wolf-Erich-Kellner-Preis für seine Dissertation; später war er Mitglied des Kuratoriums der Wolf-Erich-Kellner-Gedächtnisstiftung. 1996 wurde er für seine Leistungen mit dem Leibniz-Preis der Deutschen Forschungsgemeinschaft ausgezeichnet. 2001 erhielt er zusammen mit Wolfgang Schluchter den Erwin-Stein-Preis der Erwin-Stein-Stiftung. Die Philosophische Fakultät der Universität Erfurt verlieh ihm 2009 die Ehrendoktorwürde. 2013 wurde Langewiesche das Verdienstkreuz am Bande der Bundesrepublik Deutschland verliehen. Für seine Forschungen zum südwestdeutschen Liberalismus erhielt er 2019 den Ludwig-Uhland-Preis. 2024 wurde Langewiesche der erstmals seit 15 Jahren wieder vergebene Lion-Feuchtwanger-Preis zuerkannt.

## Schriften (Auswahl)
Aufsatzsammlung
- Reich, Nation, Föderation. Deutschland und Europa (= Beck'sche Reihe. Bd. 1873). Beck, München 2008, ISBN 978-3-406-57376-7.

Monographien
- Liberalismus und Demokratie in Württemberg zwischen Revolution und Reichsgründung (= Beiträge zur Geschichte des Parlamentarismus und der politischen Parteien. Bd. 52). Droste, Düsseldorf 1974, ISBN 3-7700-5077-0 (Zugleich: Würzburg, Universität, Dissertation, 1974).
- Zur Freizeit des Arbeiters. Bildungsbestrebungen und Freizeitgestaltung österreichischer Arbeiter im Kaiserreich und in der Ersten Republik (= Industrielle Welt. Bd. 29). Klett-Cotta, Stuttgart 1980, ISBN 3-12-911960-4 (Zugleich: Würzburg, Universität, Habilitations-Schrift, 1978/1979).
- Europa zwischen Restauration und Revolution 1815–1849 (= Oldenbourg Grundriss der Geschichte. Bd. 13). Oldenbourg, München 1985, ISBN 3-486-48881-3.
- Liberalismus in Deutschland (= Edition Suhrkamp. Bd. 1286 = NF Bd. 286. Neue historische Bibliothek). Suhrkamp, Frankfurt am Main 1988, ISBN 3-518-11286-4 (online; in englischer Sprache: Liberalism in Germany. Translated by Christiane Banerji. Princeton University Press, Princeton NJ 2000, ISBN 0-691-01032-3).
- Nation, Nationalismus, Nationalstaat. In Deutschland und Europa (= Beck'sche Reihe. Bd. 1399). C.H. Beck Verlag, München 2000, ISBN 3-406-45939-0 (online).
- Liberalismus und Sozialismus. Gesellschaftsbilder – Zukunftsvisionen – Bildungskonzeptionen (= Politik- und Gesellschaftsgeschichte. Bd. 61). Herausgegeben von Friedrich Lenger. Dietz, Bonn 2003, ISBN 3-8012-4132-7 (ausgewählte Beiträge) (online).
- Zentralstaat – Föderativstaat. Nationalstaatsmodelle in Europa im 19. und 20. Jahrhundert. = Państwo centralistyczne – państwo federalne. Modele państw narodowych w Europie XIX i XX wieku. Wykład ku czci Willy Brandta 2003 (= Willy-Brandt-Vorlesung. 2003). Fundacja im. Friedricha Eberta – Przedstawicielstwo w Polsce, Warschau 2003, ISBN 83-86088-70-2 (In deutscher und polnischer Sprache).
- Liberalismus und Demokratie im Staatsdenken von Theodor Heuss (= Stiftung Bundespräsident-Theodor-Heuss-Haus. Kleine Reihe. Heft 16). Stiftung Bundespräsident-Theodor-Heuss-Haus, Stuttgart 2005, ISBN 3-9809603-0-7.
- Zeitwende. Geschichtsdenken heute. Herausgegeben von Nikolaus Buschmann und Ute Planert. Vandenhoeck & Ruprecht, Göttingen 2008, ISBN 978-3-525-36378-2.
- Staat, Nation und Föderation in der europäischen Geschichte. Gerda Henkel Vorlesung. Rhema, Münster 2008, ISBN 978-3-930454-85-3.
- La época del estado-nación en Europa. Universitat de València, València 2012, ISBN 978-84-370-9017-7.
- Die Monarchie im Jahrhundert Europas. Selbstbehauptung durch Wandel im 19. Jahrhundert (= Schriften der Philosophisch-Historischen Klasse der Heidelberger Akademie der Wissenschaften. Bd. 50). Universitätsverlag Winter, Heidelberg 2013, ISBN 978-3-8253-6160-0.
- mit Niels Birbaumer: Neurohistorie. Ein neuer Wissenschaftszweig? Vergangenheitsverlag, Berlin 2017, ISBN 978-3-86408-217-7.
- Der gewaltsame Lehrer. Europas Kriege in der Moderne. Beck, München 2019, ISBN 978-3-406-72708-5.
- Vom vielstaatlichen Reich zum föderativen Bundesstaat. Eine andere deutsche Geschichte (= Heidelberger akademische Bibliothek. Bd. 5). Alfred Kröner Verlag, Stuttgart 2020, ISBN 978-3-520-90005-0.
- Warum wurde in Afrika anders Krieg geführt als in Europa? (= Europa transnational. Essayreihe En passant. Band 1). Hagen University Press, Hagen 2025, ISBN 978-3-9876749-9-0 (online).

Herausgeberschaften
- mit Gerhard Hirschfeld, Gerd Krumeich, Hans-Peter Ullmann: Kriegserfahrungen. Studien zur Sozial- und Mentalitätsgeschichte des Ersten Weltkriegs (= Schriften der Bibliothek für Zeitgeschichte. N.F., Bd. 5). Klartext Verlag, Essen 1997, ISBN 978-3-88474-538-0.
- mit Heinz-Gerhard Haupt: Nation und Religion in Europa. Mehrkonfessionelle Gesellschaften im 19. und 20. Jahrhundert. Campus-Verlag, Frankfurt am Main u. a. 2004, ISBN 3-593-37624-5.
- mit Horst Carl, Hans-Henning Kortüm und Friedrich Lenger: Kriegsniederlagen. Erfahrungen und Erinnerungen. Akademie Verlag, Berlin 2004, ISBN 3-05-004015-7.
- mit Jürgen Osterhammel und Paul Nolte: Wege der Gesellschaftsgeschichte (= Geschichte und Gesellschaft. Sonderheft. Bd. 22). Vandenhoeck & Ruprecht, Göttingen 2006, ISBN 3-525-36422-9.
- Kleinstaaten in Europa. Symposium am Liechtenstein-Institut zum Jubiläum 200 Jahre Souveränität Fürstentum Liechtenstein 1806–2006 (= Liechtenstein politische Schriften. Bd. 42). Verlag der Liechtensteinischen Akademischen Gesellschaft, Schaan 2007, ISBN 978-3-7211-1068-5.